# Glastenbury
Glastenbury ist eine Unincorporated Town im Bennington County des Bundesstaates Vermont in den Vereinigten Staaten mit 9 Einwohnern (laut Volkszählung von 2020). Die Town wird von einem Supervisor des Bundesstaates verwaltet.

## Geographie

### Geografische Lage
Glastenbury liegt zentral im Bennington County, in den Green Mountains auf einer Höhe von 1.117 m. Es gibt nur wenige kleine Flüsse in der Town und keine Seen. Das Gebiet der Town ist sehr hügelig und die höchste Erhebung ist der zentral in der Town gelegene 1.140 m hohe Glastenbury Mountain.

### Nachbargemeinden
Alle Entfernungen sind als Luftlinien zwischen den offiziellen Koordinaten der Orte aus der Volkszählung 2010 angegeben.
- Norden: Sunderland, 3,6 km
- Nordosten: Stratton, 16,7 km
- Osten: Somerset, 11,5 km
- Südosten: Searsburg, 12,7 km
- Süden: Woodford, 2,2 km
- Südwesten: Bennington, 15,6 km
- Westen: Shaftsbury, 15,4 km
- Nordwesten: Arlington, 17,1 km

### Klima
Die mittlere Durchschnittstemperatur in Glastenbury liegt zwischen −6,7 °C (20 °Fahrenheit) im Januar und 20,1 °C (68 °F) im Juli. Damit ist der Ort gegenüber dem langjährigen Mittel der USA um etwa 8 °C kühler, aber knapp 2 °C wärmer als im Vermonter Mittel. Die tägliche Sonnenscheindauer liegt am unteren Rand des Wertespektrums der USA.

## Geschichte
Der Grant für Glastenbury wurde am 20. August 1761 im Rahmen der New Hampshire Grants von Benning Wentworth vergeben. Er umfasste 28.424 Acre (11.500 Hektar). Der Name geht auf das britische Glastonbury zurück. Die Besiedlung startete nur sehr zögerlich, da das Gebiet der Town sehr hügelig, sehr hoch gelegen und nur bedingt für Ackerbau oder Viehzucht geeignet ist. Beim ersten Census 1791 lebten 34 Menschen, die zu sechs Familien gehörten, in der Town, die Sterblichkeit der Kinder und Frauen war hoch, so dass die Bevölkerung auch nicht richtig anstieg. Die Erhebung zur Town fand 1834 statt.
Eine kleine Blüte erlebte Glastenbury, als nach dem Sezessionskrieg Holzkohle produziert wurde. Die Straßenbahn Bennington geht auf die Bennington and Glastenbury Railroad, Mining and Manufacturing Company zurück, die von einer Gruppe Männer gegründet wurde, um Holz und Holzkohle aus Glastenbury abzutransportieren. Die Eisenbahn erreichte die Kohlenmeiler im südlichen Teil von Glastenbury, doch um 1889 waren die Ressourcen erschöpft und es wurden an der Strecke ein Hotel und ein Casino als Touristenattraktion gebaut. Nach der Zerstörung der Strecke durch eine Flut im Jahr 1898 brach der Tourismus zusammen.
Die Einwohnerzahlen sanken weiter und 1937 wurden Glastenbury die Rechte eine selbständigen Town entzogen, da die Verwaltungsgeschäfte nicht mehr erledigt werden konnten. Heute ist Glastenbury eine unincorporated Town. Die Verwaltung erfolgt durch einen Supervisor, der durch den Bundesstaat bestellt wird.

### Einwohnerentwicklung
| Volkszählungsergebnisse – Town of Glastenbury, Vermont | Volkszählungsergebnisse – Town of Glastenbury, Vermont | Volkszählungsergebnisse – Town of Glastenbury, Vermont | Volkszählungsergebnisse – Town of Glastenbury, Vermont | Volkszählungsergebnisse – Town of Glastenbury, Vermont | Volkszählungsergebnisse – Town of Glastenbury, Vermont | Volkszählungsergebnisse – Town of Glastenbury, Vermont | Volkszählungsergebnisse – Town of Glastenbury, Vermont | Volkszählungsergebnisse – Town of Glastenbury, Vermont | Volkszählungsergebnisse – Town of Glastenbury, Vermont | Volkszählungsergebnisse – Town of Glastenbury, Vermont |
| Jahr                                                   | 1700                                                   | 1710                                                   | 1720                                                   | 1730                                                   | 1740                                                   | 1750                                                   | 1760                                                   | 1770                                                   | 1780                                                   | 1790                                                   |
| ------------------------------------------------------ | ------------------------------------------------------ | ------------------------------------------------------ | ------------------------------------------------------ | ------------------------------------------------------ | ------------------------------------------------------ | ------------------------------------------------------ | ------------------------------------------------------ | ------------------------------------------------------ | ------------------------------------------------------ | ------------------------------------------------------ |
| Einwohner                                              |                                                        |                                                        |                                                        |                                                        |                                                        |                                                        |                                                        |                                                        |                                                        | 34                                                     |
| Jahr                                                   | 1800                                                   | 1810                                                   | 1820                                                   | 1830                                                   | 1840                                                   | 1850                                                   | 1860                                                   | 1870                                                   | 1880                                                   | 1890                                                   |
| Einwohner                                              | 48                                                     | 76                                                     | 48                                                     | 52                                                     | 53                                                     | 52                                                     | 47                                                     | 119                                                    | 241                                                    | 181                                                    |
| Jahr                                                   | 1900                                                   | 1910                                                   | 1920                                                   | 1930                                                   | 1940                                                   | 1950                                                   | 1960                                                   | 1970                                                   | 1980                                                   | 1990                                                   |
| Einwohner                                              | 48                                                     | 29                                                     | 40                                                     | 7                                                      | 4                                                      | 1                                                      | 0                                                      | 0                                                      | 3                                                      | 7                                                      |
| Jahr                                                   | 2000                                                   | 2010                                                   | 2020                                                   | 2030                                                   | 2040                                                   | 2050                                                   | 2060                                                   | 2070                                                   | 2080                                                   | 2090                                                   |
| Einwohner                                              | 16                                                     | 8                                                      | 9                                                      |                                                        |                                                        |                                                        |                                                        |                                                        |                                                        |                                                        |

## Wirtschaft und Infrastruktur

### Verkehr
Entlang der nordwestlichen Grenze der Town Glastenbury verläuft der U.S. Highway 7 (in Nord-Süd-Richtung). Der Osten der Town wird von der Vermont State Route 325 erreicht. Es gibt kaum Straßen auf dem Gebiet der Town.

### Öffentliche Einrichtungen
Es gibt in Glastenbury kein Krankenhaus. Das nächstgelegene ist das Southwestern Medical Center in Bennington.

### Bildung
In Glastenbury gibt es keine Schule. Die nächstgelegene Schule ist die Shaftsbury Elementary School in Shaftsbury.